# Pet Sounds
Albums de The Beach Boys
Beach Boys' Party!
(1965) Smiley Smile
(1967)
Singles
1. Caroline, No
Sortie : 7 mars 1966
2. Sloop John B
Sortie : 21 mars 1966
3. Wouldn't It Be Nice
Sortie : 11 juillet 1966
4. Good Vibrations (chanson hors album) / Let's Go Away for Awhile
Sortie : 10 octobre 1966

Pet Sounds est le onzième album studio du groupe de rock nord-américain The Beach Boys, sorti le 16 mai 1966 sur le label Capitol Records. L'album est souvent considéré comme l'un des plus influents de l'histoire de la musique pop, et comme l'un des tout meilleurs, avec des chansons comme Wouldn't It Be Nice ou God Only Knows. Pet Sounds est essentiellement un projet solo de Brian Wilson, créé après que Wilson a arrêté les tournées avec le groupe pour se concentrer sur l'écriture et l'enregistrement. L'album est caractérisé par des harmonies vocales complexes mêlées à de riches arrangements et à des effets sonores inédits, faisant appel à des instruments moins conventionnels en plus des claviers et guitares typiques de la musique pop/rock à l'époque : orgues, clavecins, flûtes, accordéon, harmonica basse, hautbois, thérémine, instruments à cordes de type hawaïen, mais aussi sifflet pour chien, sonnette de bicyclette, canettes de Coca-Cola et aboiements de chiens,,.
Bien que Pet Sounds soit considéré aujourd'hui comme un album majeur, il s'est relativement mal vendu par rapport aux précédents du groupe, n'étant pas certifié disque d'or à sa sortie, et n'ayant atteint « que » la 10e position dans le Billboard 200. Album précurseur du rock psychédélique alors émergent, Pet Sounds est acclamé et imité pour son instrumentation baroque, spectaculaire et innovante. Il a été classé à la 1re place de plusieurs listes de magazines musicaux des meilleurs albums de tous les temps, telles celles du New Musical Express, du Times, de Mojo et Uncut,,,. Il se situe de même à la première place du classement Acclaimed Music. Dans la liste des 500 plus grands albums de tous les temps selon Rolling Stone (publiée en 2003), il est classé 2e devant Revolver et derrière Sgt. Pepper's Lonely Hearts Club Band deux albums des Beatles que Pet Sounds a influencés.

## Contexte
La chanson Sloop John B est antérieure de quelques mois à l'enregistrement du reste de l'album, mais elle a constitué un jalon décisif dans le développement de l'album. C'est une chanson populaire caribéenne qu'Al Jardine, guitariste rythmique du groupe, a proposée à Brian Wilson,, compositeur, producteur et bassiste. Wilson enregistra un playback le 12 juillet 1965, mais après y avoir ajouté une première prise vocale, il mit la chanson de côté pour quelque temps, afin de se concentrer sur l'album suivant, le faux live Beach Boys' Party!, publié pour satisfaire à une obligation contractuelle qui leur imposait de sortir un nouvel album à Noël 1965. Or, ce qui devait devenir l'album Pet Sounds ne pouvait pas être achevé pour Noël 1965.
Le véritable déclic pour la genèse de Pet Sounds est venu de la diffusion aux États-Unis de l'album Rubber Soul des Beatles, sorti début décembre à temps pour le marché de Noël (dans la version à 11 titres publiée par Capitol, modifiée par rapport à la version britannique à 14 titres publiée par Parlophone, mettant en valeur l'aspect folk-rock de l'album, dont la critique attribuait l'influence à Bob Dylan ou The Byrds). Wilson a ainsi témoigné des premières impressions laissées par cet album révolutionnaire, au-delà de l'originalité de chaque chanson, par son caractère unifié : « Je n'étais vraiment pas préparé à l'unité. On aurait dit que tout allait ensemble. Rubber Soul constituait un ensemble de chansons... qui allaient ensemble d'une façon encore jamais vue dans un album auparavant, et j'ai été très impressionné. Je me suis dit : « C'est ça. Je suis vraiment mis au défi de faire un grand album. » »
Inspiré, et désireux d'aller plus loin encore, il se serait précipité pour voir son épouse et lui aurait déclaré : « Marilyn, je vais faire le meilleur album ! Le meilleur album de rock de tous les temps! » Début janvier 1966 Wilson contacta Tony Asher, jeune parolier et concepteur-rédacteur ayant travaillé sur des jingles publicitaires, que Brian avait rencontré dans un studio d'enregistrement de Hollywood quelques mois plus tôt. Dans les dix jours, ils travaillèrent ensemble. Wilson lui passa des bandes musicales qu'il avait enregistrées, ainsi qu'une cassette du playback final pour un morceau ayant pour titre de travail In My Childhood ; la chanson avait déjà des textes, mais Wilson refusa de les montrer à Asher, qui emporta la musique et en écrivit de nouveaux. Le résultat fut finalement renommé You Still Believe in Me, et la qualité du morceau acheva de convaincre Wilson que Tony Asher était le partenaire qu'il recherchait.
« La teneur générale des textes était toujours la sienne, témoigna plus tard Asher, et le choix des mots m'était délégué. Je n'étais vraiment que son interprète. »

## Écriture et composition des chansons
La plupart des chansons de cet album ont été écrites entre décembre 1965 et janvier 1966, avec la participation de Tony Asher pour les paroles. Cependant, I Know There's an Answer a été coécrite avec un autre nouvel associé, Terry Sachen.
Mike Love est crédité comme coauteur des paroles de Wouldn't It Be Nice et de I Know There's an Answer. Cependant, si l'on excepte sa participation à I'm Waiting for the Day, dont le copyright avait d'abord été déposé par Wilson seul en février 1964, on estime que ses contributions à l'album ont été minimes. Le niveau exact de sa participation à Wouldn't It Be Nice reste flou, mais sous serment devant un tribunal, Tony Asher a déclaré qu'il s'agissait seulement des deux lignes répétées lors du fade-out : « Good night my baby / Sleep tight, my baby. »

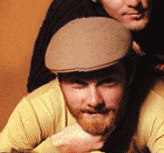
Mike Love en 1966. Love est le membre du groupe qui montra le plus de réticences à la nouvelle direction musicale prise par Brian Wilson.

Le nouveau son créé par Brian Wilson et les textes de Tony Asher décontenancèrent Mike Love, Dennis Wilson et Al Jardine, de retour d'une tournée en Asie pour l'enregistrement de leurs voix. Mike Love était tout particulièrement perplexe devant l'abandon total par Wilson de la formule « belles voitures, jolies filles et plages ensoleillées » qui avait été la recette infaillible de tous les succès du groupe jusqu'alors[réf. nécessaire]. C'est concernant le morceau alors intitulé Hang On to Your Ego qu'il manifesta le plus fermement son opposition, insistant pour que les paroles soient réécrites et le titre changé (ce qui explique qu'il soit crédité à l'écriture de ce morceau). Love s'exprimera plus tard sur le sujet : « Je savais que Brian avait commencé à essayer le LSD et d'autres drogues psychédéliques. À l'époque, le jargon de la drogue clamait que certaines doses de LSD pourraient faire « éclater votre Égo », comme s'il y avait là quelque chose de positif... Je n'avais pas envie de prendre de l'acide ou de me débarrasser de mon Égo. » Selon Al Jardine, c'est Brian Wilson qui aurait décidé de modifier le texte, voyant que les paroles d'origine créaient une tension au sein du groupe : « Brian était très préoccupé. Il voulait notre opinion sur le sujet. Pour être honnête, je ne suis pas certain que nous savions même ce qu'était un Égo... Finalement, Brian a déclaré : « Oubliez ça. Je change le texte. Ça fait trop de problèmes. » » Quoi qu'il en soit, le texte est modifié (avec le concours de Terry Sachen, alors road manager du groupe), et la nouvelle version devient I Know There's an Answer,.
L'album comprend deux instrumentaux sophistiqués : le nostalgique Let's Go Away for Awhile (dont le titre de travail comprenait un complément entre parenthèses : And Then We'll Have World Peace, — il s'agit d'un slogan provenant de l'album comique préféré de Wilson, How to Speak Hip, de Del Close & John Brent, publié en 1959, sur lequel Wilson s'exprime dans une chute de l'album disponible sur le coffret The Pet Sounds Sessions) et le morceau surf rock cuivré et hésitant, Pet Sounds (intitulé à l'origine Run James, Run, avec l'idée de l'offrir pour la bande-son un film de James Bond). Les deux morceaux devaient servir de playback pour des chansons existantes, mais lorsque l'album fut presque complet, Wilson décida qu'ils fonctionnaient mieux sans texte et les laissa sous forme instrumentale. Un troisième instrumental, Trombone Dixie, fut enregistré, mais demeura inédit jusqu'à son inclusion sur l'édition CD remasterisée de 1990.

## Enregistrement
Alors que l'écriture était déjà bien avancée, Wilson commença à travailler rapidement de janvier à début février 1966, enregistrant six playbacks pour les nouvelles chansons. Lorsque les autres Beach Boys revinrent d'une tournée de trois semaines au Japon et à Hawaï, Wilson leur présenta une partie déjà conséquente d'un nouvel album, dont le contenu — musique et paroles était par bien des aspects radicalement différent de leur travail jusque là. Tony Asher et Brian Wilson ont tous deux mentionné qu'il y avait eu des réticences au projet au sein du groupe, mais à ce moment-là, l'enthousiasme de Brian pour ce nouvel album permit de convaincre les autres membres. Les playbacks de Pet Sounds furent enregistrés sur une période de quatre mois dans les studios d'enregistrement les plus importants de Los Angeles (Gold Star Studios, Western Studios et Sunset Sound), avec un panel de musiciens de studio très en vue, comprenant le guitariste jazz Barney Kessel, la bassiste Carol Kaye et le batteur Hal Blaine. Brian Wilson produisit, arrangea, écrivit ou coécrivit tous les morceaux de l'album.

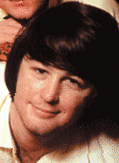
Brian Wilson en 1966, à l'époque de l'enregistrement de l'album.

Wilson avait développé ses techniques de production sur plusieurs années, les portant à leur summum de perfectionnement lors de l'enregistrement de l'album de fin 1965 à début 1966. L'approche de Wilson était par certains aspects une version développée et affinée de la technique du « Wall of Sound » créée par son mentor Phil Spector, procédant par accumulation de « couches » sonores, mais sans l'effet de surcharge wagnérienne des productions typiques de son modèle. Comme lui, il privilégiait la monophonie (en partie du fait d'une surdité de l'oreille droite), à rebours de l'engouement contemporain pour la stéréophonie. Grâce aux nouveaux magnétophones Ampex huit-pistes, Wilson produisit des morceaux d'une grande complexité avec les musiciens du « Wrecking Crew. »
La méthode de production typique de Wilson sur Pet Sounds consistait à enregistrer les playbacks instrumentaux de chaque chanson au cours d'une seule session avec l'ensemble des musiciens sur des magnétophones quatre-pistes. Son ingénieur du son Larry Levine a déclaré que Wilson mixait généralement les playbacks en direct pendant qu'ils étaient enregistrés, avant de les transférer sur des magnétophones huit-pistes. Comme Spector, Wilson était un pionnier de l'idée que le studio était un instrument en soi, exploitant de nouvelles combinaisons de sons provenant de l'utilisation de plusieurs instruments électriques et de plusieurs voix dans un ensemble et en les combinant avec l'écho et la réverbération. Il doubla souvent les lignes de basse, de guitare et de clavier, les mélangeant avec la réverbération et y ajoutant des instruments moins courants.
Autodidacte, Wilson avait à l'esprit l'intégralité des arrangements (qu'il faisait généralement sténographier par un de ses musiciens de studio pour l'ensemble du groupe) avant chaque séance en studio, toutefois, des enregistrements ayant survécu (dont une sélection a été publiée sur le coffret The Pet Sounds Sessions) indiquent qu'il était très ouvert aux suggestions des musiciens, prenant en compte leur opinion et intégrant même parfois des « erreurs » si elles présentaient un aspect intéressant, voire utile[réf. nécessaire].
Malgré l'existence d'enregistrements multipistes complexes, Wilson effectuait toujours le mixage final en mono, comme son modèle Phil Spector. À cela plusieurs raisons. D'une part, il estimait que la mastérisation en mono offrait plus de contrôle sur le son pour se faire une idée du résultat que l'auditeur écouterait, indépendamment du placement des haut-parleurs et de la qualité de la sono. D'autre part, il tenait compte du fait qu'à l'époque, la radio et la télévision étaient diffusées en mono, et que la plupart des radios portatives, des autoradios et des lecteurs domestiques étaient encore en mono. Une autre raison plus personnelle expliquant cette préférence était sa surdité totale de l'oreille droite (selon une rumeur, celle-ci aurait été causée par une blessure d'enfance au tympan causée par les coups de son père Murry Wilson, réputé pour sa violence ; cependant, Brian Wilson prétend être né sourd de cette oreille).
Ces playbacks furent donc ensuite mixés en une seule piste sur des magnétophones huit-pistes (au Columbia Studio, le seul de Los Angeles disposant d'un huit-pistes à l'époque), l'arrangement étant conçu pour interagir avec le chant, même si ses subtilités étaient partiellement couvertes par les riches harmonies vocales du groupe. Cet enregistrement mono signifiait qu'un mixage stéréo ne pouvait être réalisé. La surdité partielle de Wilson le rendait indifférent au stéréo et il a fallu attendre l'arrivée des technologies d'édition numérique pour que l'on puisse combiner les pistes instrumentales et vocales et réaliser une édition stéréo véritable. Six des sept pistes restantes du magnétophone étaient en général réservées au chant de chacun des Beach Boys (le groupe de cinq membres bénéficiait à l'époque souvent de l'ajout de Bruce Johnston, qui en devint plus tard membre permanent). La dernière piste était utilisée pour des raffinages, comme l'ajout de chants ou d'instruments supplémentaires.
Le 17 février 1966, Wilson revint en studio avec le groupe de session employé pour Pet Sounds afin de réaliser les premières prises d'un nouveau morceau : Good Vibrations. Quelques jours plus tard, probablement le 23 février, Wilson envoya à Capitol Records une première liste des morceaux du nouvel album, qui comprenait Sloop John B et Good Vibrations. La présence de Sloop John B contredit la croyance longtemps répandue selon laquelle l'ajout de ce morceau avait été imposé par Capitol Records de manière à avoir un tube assuré sur l'album : à l'époque le single de Sloop John B ne devait pas sortir avant plusieurs semaines,.
Wilson passa le mois de février et une partie du mois de mars à raffiner les playbacks de l'album. En mars, il réalisa un nouvel enregistrement de Good Vibrations avec un thérémine, mais pourtant à la surprise des autres membres du groupe il choisit de ne pas l'intégrer à Pet Sounds, déclarant que le morceau ne collait pas avec le reste de l'album, et qu'il voulait de toute manière le perfectionner encore afin de l'intégrer à un album futur. Al Jardine déclara à ce sujet : « À ce moment-là, nous pensions tous que Good Vibrations serait sur l'album, mais Brian a choisi de l'écarter. C'était un choix personnel de sa part, nous avions un avis différent mais nous lui avons laissé la décision finale. »
Le mois de mars et début avril furent consacrés à l'enregistrement des derniers playbacks et des pistes vocales, ce qui représenta le travail le plus exigeant entrepris par le groupe jusqu'alors. Mike Love déclara à ce sujet : « On a travaillé et retravaillé les harmonies et, s'il y avait le moindre soupçon d'une note trop aiguë ou d'un bémol, ça ne passait pas. On a dû le refaire jusqu'à ce que ce soit bon. [Brian] cherchait les nuances les plus subtiles qu'on puisse imaginer. Chaque voix devait être exacte, chaque voix et sa résonance et sa tonalité devaient être exactes. Le timing devait être exact. Le timbre des voix devait être correct, selon son ressenti. Et il pouvait, le lendemain, tout jeter et on devait alors tout refaire de zéro[réf. nécessaire]. »

### Concept
Plusieurs des disques sortis en 1966 étaient considérés comme des « concept albums » dans le sens où ils présentaient des chansons liées thématiquement, et encouragèrent d'autres musiciens à utiliser le format album de cette manière. Pet Sounds est un reflet de l'état d'esprit de Brian Wilson à l'époque (et sera une inspiration majeure pour Paul McCartney). Bien que l'album présente un thème commun du point de vue des émotions, Wilson et Asher ont plusieurs fois répété qu'il ne présentait pas de narration spécifique. Cependant, Wilson concède qu'on peut considérer Pet Sounds comme un « concept album » de par la manière dont il a été produit et structuré. Ses chansons racontent l'histoire d'une relation tumultueuse, reflet de la vision de Wilson sur la difficulté du passage de l'enfance à l'âge adulte dans l'Amérique des années 1960, la nature excitante mais fugace de l'amour, et l'espoir d'un futur meilleur[réf. nécessaire].

## Titre et pochette

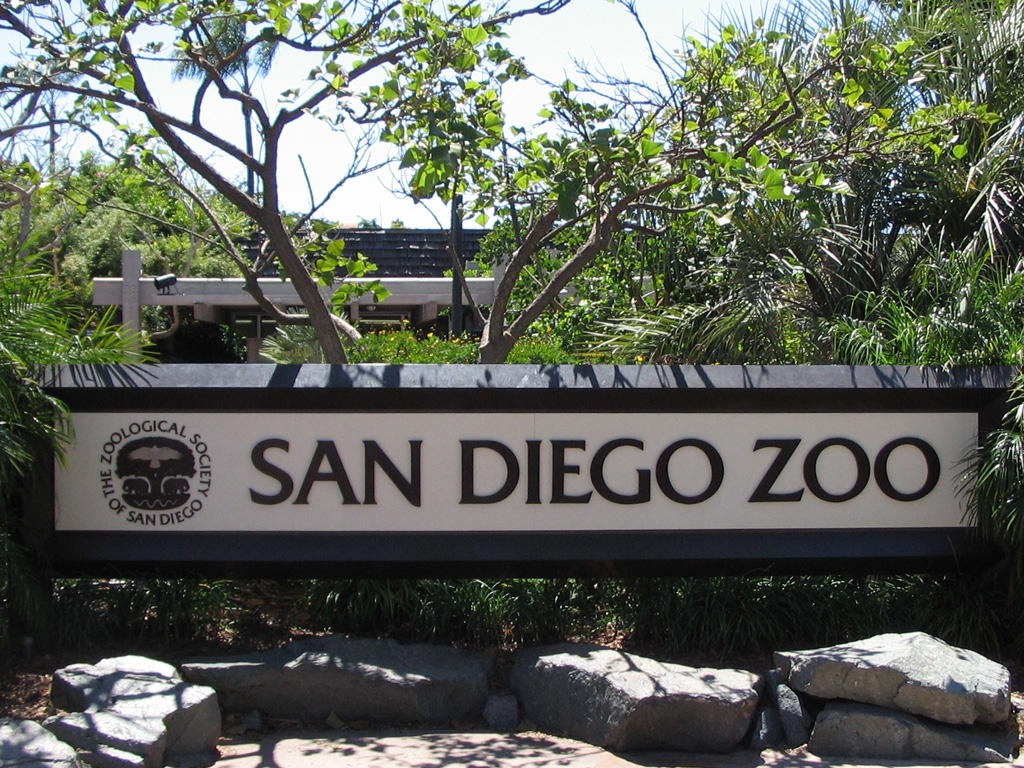
L'entrée du zoo de San Diego, où a été prise la photo servant de couverture à l'album.

L'origine et la signification du titre de l'album, Pet Sounds, restent incertaines. À un moment donné, Brian Wilson déclara que le titre rendait hommage à Phil Spector, par le biais de ses initiales. Carl Wilson déclara plus tard au sujet du titre : « Son idée était que tous les gens ont ces sons qu'ils adorent, et qu'il s'agissait d'une collection de « ses sons domestiques. » Ça a été dur de penser à un titre pour l'album, parce qu'on ne pouvait sûrement pas l'appeler Shut Down Vol. 3[réf. nécessaire]. »
Mike Love a également prétendu être à l'origine du titre : « On se trouvait dans le couloir de l'un de ces studios d'enregistrement, Western ou Columbia, et on n'avait pas de titre. On avait pris ces photos au zoo et... il y avait des sons d'animaux sur l'enregistrement, et on se disait, eh bien, que c'était notre musique favorite à ce moment-là, alors j'ai dit, pourquoi on l'appellerait pas Pet Sounds? »
En Australie, l'album sortit sous le titre The Fabulous Beach Boys sur le label Music for Pleasure.
Le 15 février, le groupe visita le zoo de San Diego pour prendre les photos pour la couverture du nouvel album, qui s'appelait déjà Pet Sounds,. George Jerman est crédité comme l'auteur de la photo de la pochette. Selon le livret de l'album, les photos des Beach Boys nourrissant des chèvres étaient un jeu de mots sur le titre, Pet Sounds.

## Réception et influence

### Réception commerciale
L'album fut terminé à la mi-avril et présenté à Capitol Records, pour une sortie officielle le 16 mai 1966. L'album ne rencontra pas le succès espéré par Wilson, atteignant au maximum la dixième position du hit-parade nord-américain. Pet Sounds rencontra son plus grand succès au Royaume-Uni, atteignant la deuxième position du hit-parade. Son succès dans ce pays s'explique notamment par un soutien appuyé de l'industrie musicale britannique. Paul McCartney a fréquemment évoqué l'influence de cet album sur les Beatles. Bruce Johnston a souvent mentionné qu'il s'était envolé pour Londres en mai 1966 et avait passé l'album à John Lennon et Paul McCartney. Par contre, bien qu'il ait été prétendu que le manager des Rolling Stones, Andrew Oldham, avait soutenu Derek Taylor pour publier des publicités non demandées par le label vantant l'album, une revue de la presse musicale britannique de 1966 n'a pas permis de retrouver de telles publicités,.
Le premier single extrait de l'album, Caroline, No parut au nom de Brian Wilson en solo, et atteignit la 32e place du hit-parade aux États-Unis. Sloop John B connut le plus de succès, atteignant la troisième place aux États-Unis et la deuxième place au Royaume-Uni. Aux États-Unis, Wouldn't It Be Nice atteignit la huitième place, mais sa face B, God Only Knows, n'atteignit que la 39e place. Cependant, au Royaume-Uni où les deux faces avaient été inversées, God Only Knows atteignit la deuxième place. Here Today sortit plus tard en face B de Darlin' et Let's Go Away for Awhile sortit en face B de Good Vibrations.
Tout comme Beach Boys' Party! avant lui, Pet Sounds ne fut pas certifié disque d'or à sa sortie aux États-Unis, ce qui déçut profondément Brian Wilson. La responsabilité de cet échec a essentiellement été imputée à Capitol Records, qui n'a pas soutenu l'album aussi fortement que les sorties précédentes du groupe. L'album ne fut certifié disque d'or, puis de platine, qu'en 2000.
Le journaliste David Waist estime que l'échec de l'album auprès des fans du groupe vient du fait que ceux-ci n'étaient pas préparés à accepter un album très orchestré, aux mélodies complexes et aux textes recherchés, à la tonalité globale plus grave voire pessimiste, alors que jusqu'à présent le groupe composait des chansons uniquement destinées à un public adolescent. Le fait que l'album constitue un changement radical sans lien avec leur travail antérieur rebuta de nombreux fans du groupe.

#### Rééditions
L'album est réédité au format CD en 1990 (en version mono) avec trois titres bonus : Unreleased Backgrounds (en fait une section vocale non utilisée de Don't Talk (Put Your Head on My Shoulder)), Hang On to Your Ego (la version originale de I Know There's an Answer) et Trombone Dixie, toutes inédites.
En 1997, Capitol publie le coffret The Pet Sounds Sessions, comprenant l'album complet en deux versions, à savoir la version mono originale, et la première version stéréo, ainsi que trois disques de chutes et de répétitions. Le mixage stéréo est republié seul au format vinyle et CD en 1999. L'édition CD actuelle de l'album comprend la version mono d'origine, suivie de Hang On to Your Ego en piste bonus, et de la version stéréo.
Lors d'une tournée en 2002, Brian Wilson, avec son nouveau groupe The Wondermints, a joué à plusieurs reprises l'intégralité de Pet Sounds, après une première partie composée d'anciennes chansons des Beach Boys et de chansons issues de ses albums solo. Ces prestations ont reçu un accueil critique particulièrement chaleureux, et ont abouti à la publication de Pet Sounds Live.
Le 29 août 2006, une édition 40e anniversaire est publiée. Cette nouvelle version comprend une remastérisation du mixage mono, des mixages DVD (en son stéréo et surround) ainsi qu'un documentaire « Making of. » L'album est présenté soit en boîtier cristal normal, soit en édition deluxe dans un boîtier vert spécial. Un album vinyle double en édition limitée est également publié, avec un disque jaune comprenant le mixage mono et un disque vert comprenant le mixage stéréo.
Le 2 septembre 2008, Capitol publie une version vinyle simple reproduisant exactement l'édition d'origine (y compris l'intérieur) avec le mixage mono d'origine sur un vinyle 180 grammes.

### Réception critique
Bien qu'il n'ait pas été un grand succès commercial, Pet Sounds a commencé à avoir une grande influence dès le jour de sa sortie. Au Royaume-Uni, l'album fut accueilli avec enthousiasme, suscitant de multiples hommages de la part des vedettes du rock de l'époque et de la presse musicale, qui déclara que l'album comprenait certaines des « plus grandes et des plus impressionnantes mélodies, avec des textes très spirituels[réf. nécessaire]. »
L'album permit aux Beach Boys d'être désigné meilleur groupe de l'année dans un sondage de la revue New Musical Express, devant les Beatles notamment.
Aujourd'hui, la critique musicale dans son ensemble considère l'album comme le meilleur du groupe et l'un des meilleurs des années 1960, déclarant que son contenu musical était si innovant que le public contemporain ne pouvait en apprécier toute l'étendue.
D'autres artistes ont également vanté l'album. Les Beatles, par exemple, ont déclaré que Pet Sounds avait eu une grande influence sur leur album Sgt. Pepper's Lonely Hearts Club Band. Leur producteur George Martin a déclaré que « sans Pet Sounds il n'y aurait pas eu Sgt. Pepper's, affirmant également que Sgt. Pepper's n'avait été qu'une tentative pour atteindre le niveau de Pet Sounds. » Paul McCartney a plusieurs fois déclaré que Pet Sounds était son album préféré (et que God Only Knows était sa chanson préférée), refermant un cercle ayant commencé par l'influence des Beatles sur Wilson. McCartney a déclaré : « C'est Pet Sounds qui m'a fait sortir la tête de l'eau. J'aime tant cet album. Je viens d'acheter une copie pour chacun de mes enfants pour leur éducation... Je pense que personne ne peut dire qu'il a reçu une éducation musicale avant d'avoir entendu cet album... [...] C'est peut-être aller loin de dire que c'est le classique du siècle... Mais pour moi c'est certainement un album classique absolu qui ne peut être dépassé sous bien des aspects... Je me suis souvent passé Pet Sounds et je me suis mis à pleurer. Je l'ai tellement passé à John [Lennon] que ça a dû être difficile pour lui d'échapper à son influence... C'était l'album de son époque. [...] God Only Knows est une de mes favoris... Forte en émotions, qui me prend toujours un peu à la gorge, celle-ci. Sur You Still Believe in Me, j'aime cette mélodie, elle me tue... »
D'autres artistes ont présenté l'album comme un classique. Eric Clapton a dit : « Nous tous, Ginger Baker, Jack Bruce et moi considérons Pet Sounds comme l'un des meilleurs albums pop jamais faits. Il couvre tout ce qui m'a jamais touché. » Elton John a déclaré : « Pour moi, dire que j'ai été captivé serait bien en dessous de la vérité. Je n'avais jamais entendu des sons aussi magiques, aussi bien enregistrés. Il a sans aucun doute changé l'approche que j'avais, et celle de nombreux autres, du processus d'enregistrement. C'est un album intemporel et surprenant, d'un génie et d'une beauté incroyables,. » Roger Waters a mentionné qu'avec Sgt Pepper's, Pet Sounds « a complètement changé mon approche des albums. »
Parmi les anciens Beach Boys, Carl Wilson a déclaré : « C'était tellement plus qu'un album ; il avait une telle puissance spirituelle. Je ne me suis pas lancé dedans pour faire un nouveau Top Ten. Ça voulait dire bien plus que ça. » Même Mike Love, qui s'était opposé au projet à l'origine, concéda lors d'une interview que selon lui, le meilleur album des Beach Boys était Pet Sounds.

### Impact sur Brian Wilson
À cause du manque de succès commercial de Pet Sounds, Brian Wilson ressentit une profonde déception, l'incitant à commencer à expérimenter davantage de drogues, avec un effet négatif sur son travail ultérieur. Dans une tentative de faire mieux que l'album Pet Sounds, Wilson commença à travailler sur son nouveau projet, SMiLE. Cependant, du fait de ses problèmes de drogue, aggravant sa fragilité psychologique latente, et du manque de soutien du reste du groupe et du label, peu à peu submergé par l'ampleur de la tâche, du fait de techniques de production d'une complexité considérablement accrue par rapport à Pet Sounds, Wilson finit par abandonner totalement ce nouveau projet.
Un autre facteur important, selon un documentaire sur SMiLE, fut la sortie de Strawberry Fields Forever, le nouveau single des Beatles aux États-Unis. Brian écouta la chanson alors qu'il roulait dans sa voiture et fut si impressionné qu'il dut arrêter la voiture pour l'écouter ; à la fin de la chanson il aurait déclaré à la personne l'accompagnant que les Beatles avaient réussi ce qu'il cherchait à faire dans sa conception de SMiLE. Selon une autre version, le « coup de grâce » aurait été la visite impromptue de Paul McCartney en avril 1967 aux studios d'enregistrement des Beach Boys, où il aurait parlé avec enthousiasme de l'album alors en préparation, Sgt. Pepper's Lonely Hearts Club Band, et aurait joué au piano la chanson She's Leaving Home, achevant de décourager Brian Wilson, qui luttait de toutes ses forces depuis trois ans pour rivaliser, presque seul, avec un quatuor de musiciens d'exception au sommet de leur art et en parfaite synergie, aidés par un brillant producteur.

### Influence
Selon le site Acclaimedmusic.net, l'album est premier sur la liste des albums les plus acclamés de tous les temps par la critique, en combinant les listes des principales publications spécialisées.
En 1995, presque trente ans après sa sortie, un panel de musiciens, de compositeurs et de producteurs réunis par le magazine britannique Mojo l'a élu « plus grand album jamais créé ». Dans la liste des « 100 meilleurs albums » du New Musical Express, il est arrivé no 1. En 1997, Pet Sounds a été nommé 33e meilleur album de tous les temps dans un sondage britannique réalisé par HMV, Channel 4, The Guardian et Classic FM. En 2006, les lecteurs de Q magazine l'ont élu 12e meilleur album de tous les temps ; des critiques du magazine allemand Spex l'ont élu meilleur album du XXe siècle ; en 2001 la chaîne télévisée VH1 l'a placé 3e. En 2003 le magazine Rolling Stone l'a placé en 2e position dans sa liste des 500 meilleurs albums de tous les temps, juste derrière Sgt. Pepper's Lonely Hearts Club Band des Beatles. En 2006, l'album a été choisi par le magazine TIME comme l'un des 100 meilleurs albums de tous les temps.
Il est également inclus dans l'ouvrage Les 1001 albums qu'il faut avoir écoutés dans sa vie et dans un grand nombre de listes du même genre. En 2004, l'album a fait partie de 50 albums choisis par la Bibliothèque du Congrès américain pour être ajoutés au Registre national des enregistrements. L'album a inspiré des groupes de rock progressif et le magazine Classic Rock l'a intégré à sa liste de 50 albums qui ont contribué à la genèse de ce genre,.
En novembre 2004, le magazine Rolling Stone dans sa liste des 500 plus grandes chansons de tous les temps a inclus trois chansons de Pet Sounds : God Only Knows à la 25e position, Caroline, No à la 211e position et Sloop John B à la 271e position.

### Hommages
Pet Sounds a inspiré plusieurs albums d'hommage tels que Do It Again: A Tribute To Pet Sounds par Patrick Wolf. De nombreuses chansons de Pet Sounds sont apparues sur des albums d'hommage aux Beach Boys ou à Brian Wilson, comme Making God Smile de Sixpence None the Richer et Smiling Pets auquel ont participé divers artistes dont Thurston Moore de Sonic Youth. Il y a aussi des hommages parodiques à Pet Sounds tels que Punk Sounds de The Huntingtons. Il y a eu par ailleurs des mashups, comme Sgt. Petsound's Lonely Hearts Club Band mélangeant Pet Sounds et Sgt. Pepper's Lonely Hearts Club Band des Beatles, publié sous le pseudonyme « The Beachles ». Le groupe folk de Seattle Fleet Foxes a souvent rendu hommage à l'album en concert. Simon Neil du groupe écossais Biffy Clyro a la ligne « God only knows what I'd be without you » tatouée sur sa poitrine en hommage à la chanson et à son épouse Francesca (il s'agit de la première chanson sur laquelle ils ont dansé,). Une chanson intitulée Caroline, Yes se trouve sur l'album Employment (2005) des Kaiser Chiefs en référence à Caroline, No.

## Titres

### Face 1
Toutes les chansons sont écrites et composées par Brian Wilson et Tony Asher, sauf mention contraire.
| No | Titre                                          | Auteur                                                             | Chant principal   | Durée |
| -- | ---------------------------------------------- | ------------------------------------------------------------------ | ----------------- | ----- |
| 1. | Wouldn't It Be Nice                            | Brian Wilson, Tony Asher, Mike Love                                | B. Wilson et Love | 2:25  |
| 2. | You Still Believe in Me (en)                   |                                                                    | B. Wilson         | 2:31  |
| 3. | That's Not Me (en)                             |                                                                    | Love et B. Wilson | 2:28  |
| 4. | Don't Talk (Put Your Head on My Shoulder) (en) |                                                                    | B. Wilson         | 2:53  |
| 5. | I'm Waiting for the Day (en)                   | Mike Love, Brian Wilson                                            | B. Wilson         | 3:05  |
| 6. | Let's Go Away for Awhile (en)                  | Brian Wilson                                                       | instrumental      | 2:18  |
| 7. | Sloop John B                                   | traditionnel, arrangement : Brian Wilson, Al Jardine (non crédité) | B. Wilson et Love | 2:58  |

### Face 2
Toutes les chansons sont écrites et composées par Brian Wilson et Tony Asher, sauf mention contraire.
| No  | Titre                                   | Auteur                                | Chant principal            | Durée |
| --- | --------------------------------------- | ------------------------------------- | -------------------------- | ----- |
| 8.  | God Only Knows                          |                                       | Carl Wilson                | 2:51  |
| 9.  | I Know There's an Answer (en)           | Brian Wilson, Terry Sachen, Mike Love | Love, Jardine et B. Wilson | 3:09  |
| 10. | Here Today (en)                         |                                       | Love                       | 2:54  |
| 11. | I Just Wasn't Made for These Times (en) |                                       | B. Wilson                  | 3:12  |
| 12. | Pet Sounds                              | Brian Wilson                          | instrumental               | 2:22  |
| 13. | Caroline, No                            |                                       | B. Wilson                  | 2:51  |

### Pistes bonus Réédition CD 1990
| No  | Titre                  | Auteur                                | Chant principal | Durée |
| --- | ---------------------- | ------------------------------------- | --------------- | ----- |
| 14. | Unreleased Backgrounds | Brian Wilson                          | The Beach Boys  | 0:50  |
| 15. | Hang On to Your Ego    | Brian Wilson, Terry Sachen, Mike Love | B. Wilson       | 3:18  |
| 16. | Trombone Dixie         | Brian Wilson                          | instrumental    | 2:53  |

### Piste bonus Réédition CD 2001
| No  | Titre               | Auteur                                | Chant principal | Durée |
| --- | ------------------- | ------------------------------------- | --------------- | ----- |
| 14. | Hang On to Your Ego | Brian Wilson, Terry Sachen, Mike Love | B. Wilson       | 3:20  |

## Personnel
La majorité des informations concernant le groupe, les musiciens de session et les ingénieurs proviennent des contrats des syndicats de musiciens, de sources Web et de livres. Aussi, certaines manquent de précision et restent incertaines. De plus, bien que les contrats comprennent les dates des sessions, les titres des chansons et les heures de réservation, leur précision n'est pas absolue, et les dates présentes sur les contrats ont souvent été modifiées pour satisfaire les exigences des syndicats. Les informations présentes dans cette section proviennent de Russ Waspensky, Laura Tunbridge et Brad Elliott, sauf indication contraire.

### The Beach Boys
- Al Jardine : chant, harmonies et chœurs, tambourin
- Bruce Johnston : harmonies et chœurs
- Mike Love : chant, harmonies et chœurs
- Brian Wilson : chant, harmonies et chœurs, compositeur, producteur, arrangeur, chef d'orchestre, orgue, piano, sifflets à chiens, sifflet de train, effets sonores comprenant par exemple les aboiements de chiens
- Carl Wilson : chant, harmonies et chœurs, guitare, guitare à douze cordes
- Dennis Wilson : harmonies et chœurs, batterie

### Musiciens de session
- Arnold Belnick : violon
- Chuck Berghofer : contrebasse
- Hal Blaine : batterie, percussions, bongos, timbales, temple blocks*[77]
- Norman Botnick : alto
- Glen Campbell : guitare, guitare à douze cordes
- Frank Capp : percussions, cloches*, vibraphone, timbales
- Al Casey : guitare
- Ray Caton : trompette
- Jerry Cole : guitare
- Kyle Burkett : guitare
- Andrew Maxson : guitare basse
- Gary Coleman : percussions, bongos
- Mike Deasy : guitare
- Al de Lory : piano, clavecin, orgue, piano punaisé[78]
- Joseph DiFiore : alto
- Justin DiTullio : violoncelle
- Steve Douglas : saxophones, clarinette, percussions, flûte
- Jesse Erlich : violoncelle
- Ritchie Frost : batterie, percussions, cannettes de Coca-Cola[18]
- Carl Fortina : accordéon
- James Getzoff : violon
- Jim Gordon : batterie, percussions
- Bill Green : saxophone, flûte, percussions
- Leonard Hartman : cor anglais, clarinettes
- Jim Horn : saxophones, flûte
- Paul Horn : saxophone
- Harry Hyams : alto
- Jules Jacob : flûte
- Plas Johnson : saxophones, percussions
- Carol Kaye : guitare basse électrique
- Barney Kessel : mandoline, guitar
- Bobby Klein : saxophone
- Larry Knechtel : orgue Hammond[79]
- William Kurasch : violon
- Leonard Malarsky : violon
- Frank Marocco : accordéon
- Gail Martin : trombone
- Nick Martinis : batterie
- Terry Melcher : tambourin*
- Mike Melvoin : clavecin
- Jay Migliori : saxophones, clarinettes, flûte
- Tommy Morgan : harmonica
- Jack Nimitz : saxophone
- Bill Pitman : guitare
- Ray Pohlman : mandoline, guitare électrique, guitare basse à six cordes
- Don Randi : piano
- Jerome Reisler : violon
- Lyle Ritz : contrebasse, ukulélé
- Alan Robinson : cor d'harmonie
- Leon Russell : piano
- Joseph Saxon : violoncelle
- Ralph Schaffer : violon
- Sid Sharp : violon
- Billy Strange : guitare, guitare électrique à douze cordes
- Ron Swallow : tambourin
- Ernie Tack : trombone
- Paul Tanner : Tannerin
- Darrel Terwilliger : alto
- Tommy Tedesco : guitare
- Julius Wechter : percussions
- Jerry Williams : percussions
- Tibor Zelig : violon

L'astérisque (*) indique les instruments dont la présence sur l'album est incertaine.

### Production
- Ralph Balantin : ingénieur du son
- Bruce Botnick : ingénieur du son
- Chuck Britz : ingénieur du son
- H. Bowen David : ingénieur du son
- Larry Levine : ingénieur du son

## Positions dans les hits-parades

### Album
| Année | Classement          | Position |
| ----- | ------------------- | -------- |
| 1966  | Billboard 200       | 10       |
| 1966  | UK Albums Chart     | 2        |
| 1972  | Billboard 200       | 50       |
| 1990  | Billboard 200       | 162      |
| 2001  | Top Internet Albums | 24       |

### Singles
| Date          | Chanson                                    | Positions,             | Positions,             | Positions,             | Positions,           | Positions,            | Positions,                     | Numéro de catalogue |
| Date          | Chanson                                    | Drapeau des États-Unis | Drapeau du Royaume-Uni | Drapeau de l'Australie | Drapeau des Pays-Bas | Drapeau de la Norvège | Drapeau de la Nouvelle-Zélande | Numéro de catalogue |
| ------------- | ------------------------------------------ | ---------------------- | ---------------------- | ---------------------- | -------------------- | --------------------- | ------------------------------ | ------------------- |
| mars 1966     | Sloop John B / You're So Good to Me        | 3                      | 2                      | —                      | 1                    | 1                     | —                              | Capitol 5602        |
| juillet 1966  | Wouldn't It Be Nice / God Only Knows       | 8 39                   | — 2                    | 2 —                    | — 11                 | — 6                   | 12 —                           | Capitol 5706        |
| octobre 1966  | Good Vibrations / Let's Go Away For Awhile | 1                      | 1                      | 2                      | 4                    | —                     | 1                              | Capitol 5676        |
| décembre 1967 | Darlin' / Here Today                       | 19                     | 11                     | —                      | 21                   | —                     | 10                             | Capitol 2068        |